# Església de Sant Vicenç (Castellbisbal)
L'església de Sant Vicenç és un edifici de la darreria del segle xvi al centre de Castellbisbal a la comarca del Vallès Occidental, a la Plaça de la Vila. L'església forma part d'un conjunt que es completa amb la casa rectoral, un petit teatre, sales de reunions i el pati de l'esbarjo, des del 2008 obert a l'ús públic.

## Descripció
La façana d'accés, a la plaça de l'església, té adossat a la banda dreta l'edifici de la rectoria. La porta d'accés, amb arc ogival, llinda i timpà buit, mostra uns brancals dividits en dos nivells que a la part inferior presenten un interessant treball en relleu figuratiu amb bustos de figures que sostenen el nivell superior. El campanar, al costat esquerre, és de base quadrada, amb finestres d'arc ogival i coronament emmerletat.

## Història
El nom de la població ja suggereix l'origen eclesiàstic del lloc (castell del bisbe), possiblement d'Ègara, a l'entorn de l'any 400. El castell comença a ser dels bisbes de Barcelona a les acaballes del segle x. Al començament del segle xi hi ha documents que citen el Castrum Episcopalem olem vocatum Bene Vivere. Aquest castell fou enderrocat l'agost del 1290 per l'exèrcit de Barcelona. Sembla que va ser reconstruït a finals del segle xiv, de manera que en la construcció de l'actual temple consta que els prohoms del lloc es reunien al castell, o hi davant o en lo pati del castell.
L'origen documentat de la parròquia cal cercar-lo en una dotalia del 1167, on apareix ja sota la titularitat de sant Vicenç, però la parròquia i la titularitat de sant Vicenç es poden situar amb certesa cap a l'any 1051, quan el bisbe Guislabert la va consagrar.
Aquesta església aplegà la comunitat de fidels de Castellbisbal, que el 1553 comptava ja «amb 26 focs» —cases habitades. El 1579 uns prohoms de la ciutat es reuneixen per a decidir el lloc on edificar la nova església. El 3 de maig de l'any següent es posava la primera pedra de l'edifici que no s'acabaria fins al 1598. El 7 de desembre del 1600 el bisbe de Barcelona beneïa l'altar de l'actual església, que a poc a poc es va anar omplint de tot allò que l'ús i la pietat que feia menester al poble.
Una de les principals obres a l'interior del temple era el retaule de l'altar major, començat a construir possiblement el 1620 i destruït a la guerra civil del 1936 i del qual se'n conserven peces, algunes exposades en una capella lateral del temple actual i altres en dipòsits de la Generalitat de Catalunya a Sant Cugat del Vallès.
Hi ha hagut unes quantes restauracions del temple. S'en destaquen les dels anys 1760, 1857 i 1939. La darrera gran actuació sobre el temple va tenir lloc amb motiu dels quatre-cents anys de la construcció. Aquesta actuació va consistir a renovar l'exterior del temple (teulada i façanes) en una primera fase i l'interior del temple (pintura, mobiliari, presbiteri, sagristia, capella del santíssim…) en una segona fase finita el juliol del 2005.
Paral·lelament, també la rectoria, datada el 1702 i les dependències parroquials tenen una història de restauracions, ampliacions i millores.
Hi ha diverses capelles d'antiga tradició al terme municipal, algunes de les quals han desaparegut i altres tenen culte ocasional en la festa del patró o en ocasió d'un aplec. Entre aquestes darreres cal mencionar les capelles de santa Rita a Can Pedrerol de Dalt (el quadre que la presideix es guarda al temple parroquial, perquè la masia adjacent està deshabitada) i l'ermita de sant Quintí en els terrenys de la masia de can Pedrerol de Baix (on se celebra una eucaristia-aplec el mes d'octubre).
Fruit de la celebració dels quatre-cents anys de l'actual temple parroquial, el 29 de novembre de 1998 es va presentar el llibre Parròquia de Castellbisbal. Notes històriques escrit per mossèn Albert Ruiz Elias, on es pot trobar una extensa i documentada història de la parròquia.